# Gabriele Lechner
Gabriele Lechner (geboren am 8. März 1961 in Wien; gestorben am 28. November 2022) war eine österreichische Opern- und Konzertsängerin (Sopran).

## Leben
Sie studierte an der Hochschule für Musik und darstellende Kunst in Wien und legte die Diplomprüfungen in den Fächern Stimmbildung, Lied- und Oratorium sowie musikdramatische Darstellung mit Auszeichnung ab. Lechner war Preisträgerin der Wettbewerbe „Mario del Monaco“ in Italien, „Opera en Belcanto“ in Belgien und „Dr. Luis Sigall“ in Chile.
Sie gab Konzerte und Opernauftritte in europäischen Ländern sowie Chile und Korea. Außerdem trat sie bei den Salzburger Festspielen, Wiener Festwochen und bei den Festivals Carinthischer Sommer, Prager Frühling und Maggio Musicale Fiorentino mit Werken der Konzert- und Opernliteratur auf.
1986 gelang ihr der internationale Durchbruch als Einspringerin in der Rolle der Amelia in Verdis Un ballo in maschera an der Wiener Staatsoper mit Luciano Pavarotti und Piero Cappuccilli als Partner und Claudio Abbado als Dirigenten. Der Auftritt wurde vom österreichischen Fernsehen europaweit live ausgestrahlt. Nach internationalen Engagements, sowie als Ensemblemitglied der Wiener Staatsoper, der Grazer Oper und am Zürcher Opernhaus als jugendlich-dramatischer Sopran in Opernpartien von Verdi, Puccini, Wagner und Richard Strauss war sie später freiberuflich tätig.
Sie arbeitete u. a. unter den Regisseuren Harry Kupfer (Elektra an der Wiener Staatsoper), Ruth Berghaus (Elektra und Der fliegende Holländer am Opernhaus Zürich), Nikolaus Lehnhoff (Don Carlos am Opernhaus Zürich), und Frank Corsaro (Hänsel und Gretel am Opernhaus Zürich).
Ab 2004 hatte sie eine Universitätsprofessur für Sologesang am Institut für Gesang und Musiktheater der Universität für Musik und darstellenden Kunst in Wien inne.